# Pseudospondias
Pseudospondias is een geslacht uit de pruikenboomfamilie (Anacardiaceae). De soorten komen voor in tropisch Afrika en op de Comoren.

## Soorten
- Pseudospondias longifolia Engl.
- Pseudospondias microcarpa (A.Rich.) Engl.

... · 
Anacardium · 
Bouea · 
Buchanania · 
Cotinus · 
Mangifera · 
Pistacia (Pistache) · 
Protorhus · 
Rhus · 
Schinus · 
Sclerocarya · 
Sorindeia · 
Spondias · 
Toxicodendron · 
...